# パンチ (曲)
「パンチ」は、大久保海太のデビュー・シングル。1999年4月21日発売。発売元はアンティノス・レコード。CDパッケージでの販売は終了しているが、音楽配信サービスでの購入が可能（2008年現在）。

## 収録曲
作詞・作曲:大久保海太
※編曲者の表記はなし。
1. パンチ　4:53
2. NEW LIFE　5:12

## タイアップ
TBS系『COUNT DOWN TV』のエンディング・テーマに使用されたメジャー・デビュー楽曲。

## ディスクジャケット
シングル・ジャケットでは黄色いレインコートを着用しており表情を窺うことはできないが、歌詞カード内に正面を向いたショットが掲載されている。
CD帯のコピーは「アオク セツナク ハジケテ ジェット! 21世紀仕様ジェットサウンドメーカー大久保海太デビュー!」。「青」と「黄色」のコントラストを特徴としている。

## ミュージック・ビデオ
たくさんの若者が登場し、走る姿をメインとしたミュージック・ビデオが製作された。のちにVideo Clip集『タンバリン』（2000.3.23）に収録。

## 収録作品
- パンチ
  - リン
- NEW LIFE
  - アルバム未収録